# 西蒙尼特斯
西蒙尼特斯（英語：Semonides of Amorgos），约活动于公元前7世纪中期。古希腊抑扬格及挽歌体诗人之一，尽管他为萨摩斯人，但却与阿莫尔戈斯（萨摩斯殖民地的一部分）有关。另有一首挽歌体诗论述的是生命的短暂。他还著有一部抑扬格的散文作品，但现仅存有残篇。